# Knutzen Peak
Der Knutzen Peak ist ein 3373 m hoher, scharfgratiger und felsiger Berggipfel im westantarktischen Ellsworthland. Er ragt am Nordrand der Taylor Ledge in der Sentinel Range des Ellsworthgebirges auf.
Das Advisory Committee on Antarctic Names benannte ihn nach 2006 nach Donald H. Knutzen, Topographieingenieur des United States Geological Survey in der Sentinel Range von 1979 bis 1980.